# Judži Nakazava
Judži Nakazava (japonsko 中澤 佑二), japonski nogometaš, * 25. februar 1978, Saitama, Japonska.
Za japonsko reprezentanco je odigral 110 uradnih tekem in dosegel 17 golov.